# Rezerwat przyrody Wzgórze Joanny
Rezerwat przyrody Wzgórze Joanny – leśny rezerwat przyrody położony jest około 1 km m na południowy wschód od Postolina przy drodze z tej wsi do Świebodowa, w gminie Milicz, w powiecie milickim, w województwie dolnośląskim. Znajduje się na terenie Parku Krajobrazowego Dolina Baryczy oraz obszaru Natura 2000 PLH020041 „Ostoja nad Baryczą” SOO. 

Rezerwat został tworzony w 1962 r. w celu zachowania wyspowego stanowiska buka przy wschodniej granicy jego zasięgu oraz znalezisk prehistorycznych. W roku 2011 powiększono obszar rezerwatu do 24,57 ha.

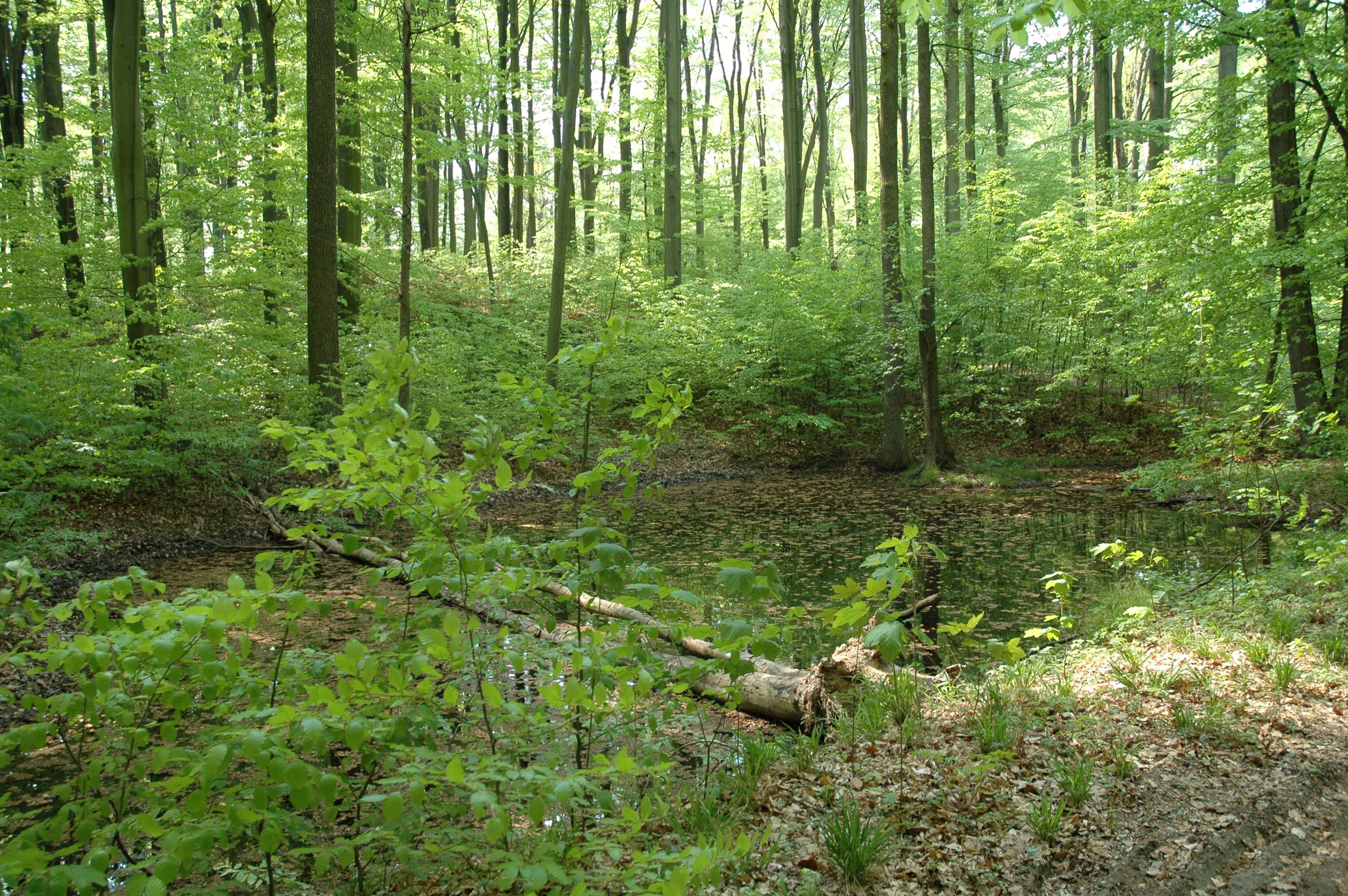
Oczko wodne

Nazwa wzgórza (niem.  Johanna's Höhe, 230 m n.p.m.) pochodzi od imienia matki Heinricha von Salischa (1846-1920) - Johanny von Rehdinger (1811-1873), drugiej żony Rudolfa Georga von Salischa (1797-1861).

## Zameczek myśliwski
Na wierzchołku wzniesienia stoi zameczek myśliwski Wieża Odyniec wybudowana po 1850 przez Heinricha Rudolfa von Salischa. Zajmuje najwyższą część wzniesienia o tej samej nazwie, zwanego też Wieżycą, leżącego w paśmie rozdzielających dwie kotliny baryckie morenowych Wzgórz Krośnickich.
Poniżej zameczku zlokalizowane jest oczko wodne, okresowo wysychające. Około 30 m na południowy zachód od niego rośnie buk Na szczudłach, który ma częściowo odsłonięty system korzeniowy. Wokół występują też m.in.: niecierpek drobnokwiatowy, czartawa pospolita, bodziszek drobny, głowienka pospolita i marzanka wonna.